# 梁淑卿
參數所指定的目標頁面不存在，建議更正成存在頁面或直接建立下列一個頁面（建立前請先搜尋是否有合適的存在頁面可以取代）：
- 梁淑卿 (广州粤剧)

梁淑卿（英語：Leung Suk Hing，1907年—1980年1月21日），香港已故粵劇名伶及影視演員，上世紀30年代粵劇一線艷旦，一直到1930年代為加入電影圈、歌喉嬌滴滴；香港電影明星，從銀幕處女作《鄉下佬遊埠第三集》（1935年），至電影的生前遺作《瘋劫》（1979年）一生參演約300齣電影。梁淑卿晚年亦曾演出無綫電視劇集。
至1980年1月21日，梁淑卿因病與世長辭，享年73歲。

## 梁淑卿的家庭
- 中華民國二十六年（1937年）時，梁淑卿住在中華民國廣東省廣州市寶華路吉祥坊9號二樓[2]。
- 梁淑卿的丈夫是粵劇演員蔣世勳。育有兒子蔣桂林, 是粵語片童星。[3]。

## 作品列表（無綫電視）
- 1975年 良友世界
- 1975年 功夫熱 飾 柳妻
- 1975年 夜深沉
- 1976年 三年零八個月
- 1976年 CID
- 1976年 香港傳奇
- 1977年 抉擇
- 1978年 奮鬥
- 1978年 大亨
- 1979年 網中人 飾 卿姨

## 作品列表（參與粵曲）
- 《玉簪記》：梁淑卿與少新權合唱。
- 《委曲娥眉》：梁淑卿與李瑞清合唱。 （页面存档备份，存于）侵犯版權?

## 電影
- 鄉下佬遊埠第三集（1935年）
- 桃色血案（1936年）
- 自梳女（1937年）
- 七姊妹（1937年）
- 六月飛霜（1938年）
- 方世玉打擂台（1938年）...	雷老虎妻
- 孟麗君（1938年）
- 扭紋柴（1938年）
- 七姐嫁八仙（1939年）
- 銅鎚俠大戰九花娘（1948年）...	八奶奶
- 審死官（1948年）...	田氏
- 荊棘幽蘭（1948年）
- 梁山伯、祝英台（上集）（1948年）
- 四大天王（1948年）
- 夜吊白芙蓉（1949年）...	王太太
- 七劍十三俠（三集）（1949年）
- 孤兒淚（1949年）...	大少奶
- 背解紅羅（1949年）...	張娘娘
- 三娘教子（1949年）...	大娘張氏
- 七劍十三俠（上集）（1949年）
- 迫虎跳牆（1949年）...	程雪萍
- 大鬧粉粧樓（1949年）...	沈廷芳
- 紅孩兒大戰五龍公主（1949年）
- 李元霸（1949年）
- 紅樓夢（1949年）
- 到處惹相思（1949年）...	白太太
- 珠聯璧合（1949年）...	炳森妻
- 桃花大俠（1949年）
- 五福臨門（1950年）
- 脂粉生涯（1950年）...	女評判員
- 妒潮（1950年）...	三姑
- 法網難逃（1950年）
- 妻多夫賤（1950年）
- 火燒平陽城（下集）（1950年）...	張妻
- 珠江淚（1950年）
- 凌霄孤雁（1950年）...	幹修妻
- 梵宮情淚（1950年）
- 黃飛鴻傳第四集:梁寬歸天（1950年）
- 魔鬼家庭（1950年）...	阿四
- 鳳驕投水（1950年）
- 歌唱沙三少（1951年）
- 失魂魚（1951年）
- 范斗（1951年）
- 花木蘭（1951年）
- 一對胭脂馬（1952年）
- 敗家仔（1952年）
- 新雷峰塔（1952年）
- 呆佬拜壽（1952年）
- 二八嬌妻一歲郎（1952年）
- 歌唱新夜吊白芙蓉（1952年）
- 家（1953年）
- 龍鳳呈祥（1953年）
- 處處喜相逢（1953年）...	馮母
- 落霞孤鶩（1953年）
- 富士山之戀（1954年）
- 患難夫妻（1954年）
- 林黛玉魂歸離恨天（1954年）
- 秋戀（1954年）
- 黃飛鴻初試無影腳（1954年）
- 大觀園（1954年）
- 離婚淚（1954年）
- 陳姑追舟（1955年）
- 黛絲姑娘（1955年）
- 繅絲女（1955年）
- 半夜奇談（1955年）
- 金生桃盒（1955年）
- 家和萬事興（1956年）
- 夜夜念奴嬌（1956年）
- 風雨斷腸人（1956年）
- 宮主刁蠻駙馬嬌（1957年）
- 包公三審血掌印（1957年）
- 釵頭鳳（1957年）
- 王老虎搶親（1957年）...	周母
- 女俠紅蝴蝶（1957年）
- 包公合珠記（1957年）
- 璇宮艷史（上集）（1957年）
- 苦盡甘來（1958年）
- 駙馬艷史（1958年）
- 神童捉賊記（1958年）
- 借新娘（探親家）（1958年）
- 一夜九更天（1958年）
- 天官賜福（1958年）
- 第七號司機（1958年）
- 三年一哭二郎橋（1959年）
- 二世祖盲公問米（1959年）
- 搭錯線（1959年）
- 十號風波（1959年）
- 十兄弟（1959年）
- 帝女花 (1959年) ... 主持師太
- 金山大少（1959年）
- 出嫁從夫（1959年）
- 豪門夜宴（1959年）
- 琴挑誤（上集）（1960年）
- 雞鳴狗盜（1960年）
- 十兄弟怒海除魔（1960年）
- 考道（1960年）
- 慈母驕兒（1960年）
- 亡命救孤兒（1960年）
- 琴挑誤（下集）（1960年）
- 冷月寒梅（下集）（1960年）
- 可憐天下父母心（1960年）
- 落霞孤鶩（1961年）
- 一命救全家（1961年）
- 小千金（1961年）
- 慈母千秋（1961年）
- 神童歷險記（1961年）
- 銀紙萬歲（1961年）
- 天賜福星（1961年）
- 夜深沉（1962年）
- 神秘的兇手（1962年）
- 花花世界（1962年）
- 似水流年（1962年）
- 患難真情（1962年）
- 暴雨紅蓮（1962年）
- 滿江紅（1962年）
- 薔薇之戀（1962年）
- 血繡鞋（1962年）
- 薔薇之戀（1962年）
- 嫂夫人（1962年）
- 半劍一鈴（上集）（1963年）
- 亂拜石榴裙（1963年）...	高靈皇后
- 刀劍緣（上集）（1963年）
- 狂人塔（上集）（1963年）
- 女偵探（1963年）
- 苦海一賢婦（上集）（1963年）
- 痴情兒女（1963年）
- 狂人塔（下集）（1963年）
- 半劍一鈴（下集）（1963年）
- 復活玫瑰（1963年）
- 春到人間（1963年）
- 倚天屠龍記（下集）（1963年）
- 苦海一賢婦（下集）（1963年）
- 武潘安（1963年）
- 鬼新娘（1964年）
- 學生王子（1964年）
- 冷燕飄零（1964年）
- 工廠玫瑰（1964年）
- 鴛夢重溫（1964年）
- 大丈夫日記（下集）（1964年）
- 大丈夫日記（下集）（1964年）
- 乖孫（1964年）
- 愛情永遠在懷念中（1965年）
- 花癲大少（1965年）...	玉霞母
- 飄零雁（1965年）
- 難為了家嫂（1965年）
- 點心皇后（1965年）
- 春色滿璇宮（1966年）
- 飛賊含笑火（1966年）
- 一劍情（1966年）
- 盲童奇遇記（1967年）
- 離婚之喜（1967年）
- 歡樂砍聲滿華堂（1969年）
- 瘋劫（1979年）

## 外部連結
- 束髻的梁淑卿與吸煙的秦小梨的演出片斷侵犯版權
- 香港電影資料館的梁淑卿參演電影列表[永久]
- 梁淑卿在互联网电影资料库（IMDb）上的資料（英文）Suk Hing Leung
- 梁淑卿在互联网电影资料库（IMDb）上的資料（英文）Suk-Hing Leong
- 梁淑卿在香港影庫上的簡介
- 梁淑卿在时光网上的簡介（简体中文）